# ルガンスク人民共和国

ルガンスク人民共和国
Луганская Народная Республика

国歌: 汝の上に翻る勝利の旗は
旧国歌 : 我が高貴な地 ドンバス
(2015-2016)

1. 

ルガンスク人民共和国（ルガンスクじんみんきょうわこく、ロシア語: Луганская Народная Республика、頭文字:ЛНР、ウクライナ語: Луганська Народна Республіка、英語: Luhansk People's Republic、略称:LPR）は、ウクライナ東部ルハーンシク（ルガンスク）州全域を実効支配する事実上独立した国家、もしくは武装勢力。同州最大の都市ルガンスクを首都とする。人口は約150万人。憲法では民主的な立憲国家であるとしている。ルハンスク人民共和国ともされる。

## 概要
2014年4月27日、マイダン革命の余波でロシア系住民が多い地域での反乱が相次ぐ中、ハリコフ人民共和国、ドネツク人民共和国、クリミア共和国と同様にウクライナからの独立を一方的に宣言した。支援するロシアを含めて他国から承認を得ていなかったが、2022年に国連加盟国であるロシア・シリア・北朝鮮から国家承認を受けた。
ウクライナの法律（ウクライナの一時的占領地域における市民の権利と自由および法制度の確保についての法律、ドネツク州とルガンスク州の一時的占領地域に対するウクライナの国家主権を確保するための法律）ではLPRの地域は「一時的な占領地」とされ、LPRの「政府」はロシア連邦の占領政権とされている。
2022年9月下旬にルガンスクを含むロシア占領地域にてロシアへの併合を問う住民投票が執行され、賛成多数になったとして9月30日にロシアのウラジーミル・プーチン大統領が併合を宣言、編入条約に調印し、10月4日にロシア議会が条約を批准し翌5日に必要な法律が成立したため、「独立国家」としてのルガンスク人民共和国は消滅することとなった。ウクライナ並びに西側諸国は住民投票や併合宣言の有効性を認めていない。

## 名称
ロシア語表記は Луганская Народная Республика（ラテン文字表記：Luganskaya Narodnaya Respublika）で、略称はЛНР（LNR）。ウクライナ語表記は Луганська Народна Республікаで、略称はロシア語と同じ。
英語表記は欧米メディアを中心にウクライナ語の発音に基づいた Luhansk People's Republic が使用されている一方で、ロシア系メディアではロシア語発音に基づいた Lugansk People’s Republic が用いられる。略称はどちらの場合でもLPR。
日本語では国内の主要メディアを中心にロシア語発音に基づいたルガンスク表記が用いられている。ウクライナ語発音に基づくルハンシク、あるいはルハンスクも少数ながら見られる。2022年3月31日、日本政府がウクライナの都市の表記変更をしたため、ルハンシクが日本主要メディアで一般的に使用される様になった。

## 歴史

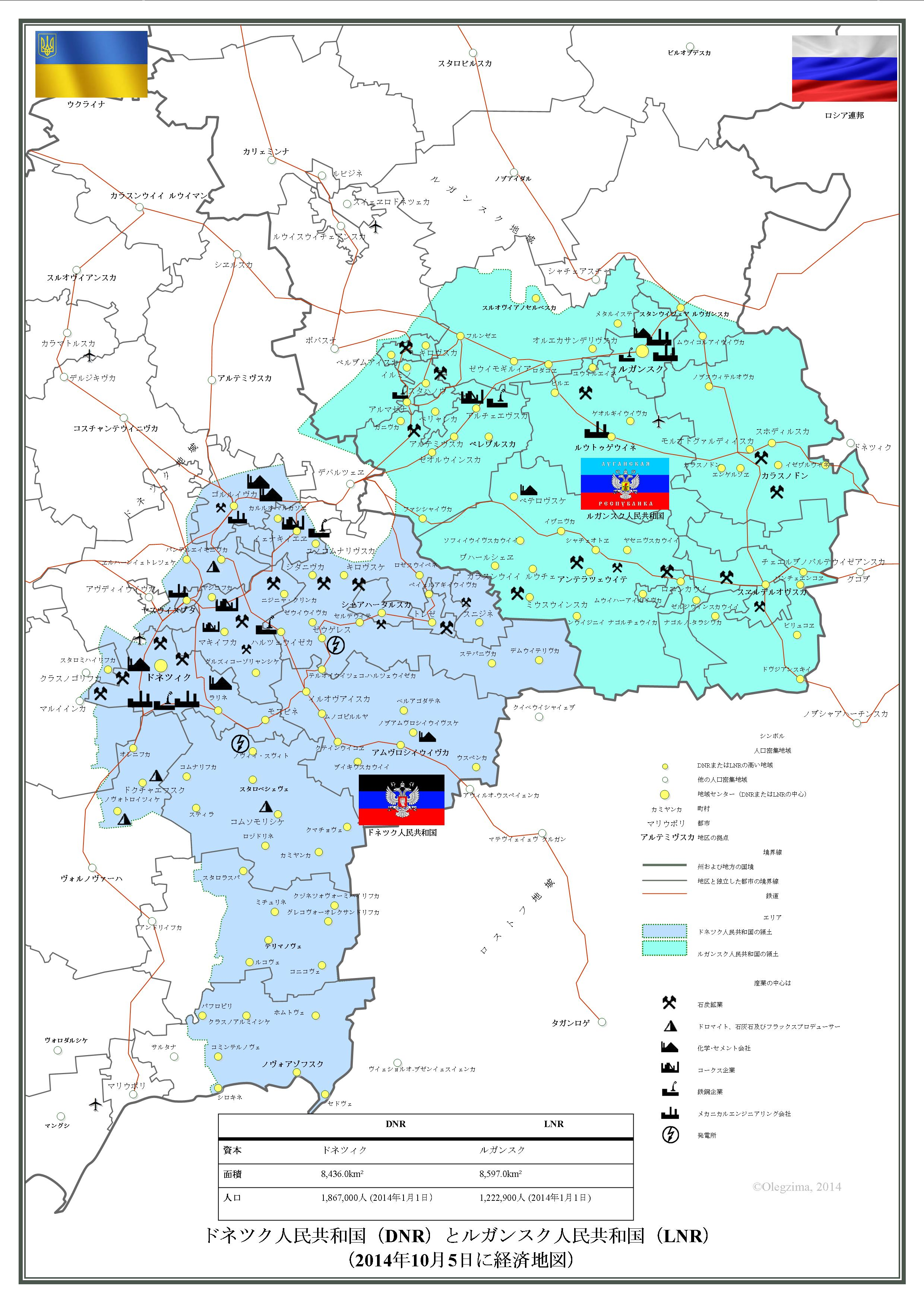
ドネツク人民共和国（DNR）とルガンスク人民共和国（LNR）（2014年10月5日に経済地図）

2014年4月27日、親ロシア派の住民により国家安全保障ビルの前で「建国」が宣言された。5月11日、住民投票を実施し、翌日に独立を宣言した。24日、ルガンスク人民共和国はドネツク人民共和国と共に連邦国家「ノヴォロシア人民共和国連邦」を結成したが、2015年5月20日にノヴォロシア連邦計画の凍結が発表された。
NATOとウクライナによると、ロシアは反政府勢力に軍事的な援助も行っており、ロシアはかつてこの主張を否定していた。
2014年9月、OSCE、ウクライナ、ロシアの代表とLNRとDNRの首脳によって、それらの地位を認めずに締結したミンスク議定書は、この地域の自治権を高める代わりに紛争を停止して反政府勢力保有地域をウクライナに再統合するものだったが、合意内容は十分に実施されることはなかった。
2016年8月6日、同共和国指導者であるイーゴル・プロトニツキの乗用車が爆破される事件が発生している。
2017年10月よりプロトニツキ首長とイゴール・コルネット内務大臣の対立が表面化。11月20日にコルネットは裁判所の決定により内務大臣を失職するも、翌日に所属不明の武装部隊が首都中心部を占拠。プロトニツキは23日にロシアへ亡命した（2017年ルガンスク人民共和国政治危機）。
2022年2月21日、ロシアは国連加盟国として初めてLPRとDPRを正式に承認した。両地域はロシア、ウクライナ間で緊張状態が再び高まる中、重要な係争地となっている（2021-2022年のロシア・ウクライナ危機）。
2022年2月24日、ロシアが事実上の軍事侵攻（2022年ロシアのウクライナ侵攻）に踏み切った際、2つの共和国に対する集団的自衛権が大義名分の一つとされた。LPRはこれに応じる形でロシア軍に戦力を提供し、ドンバス方面での作戦に貢献した（ウクライナ東部攻勢）。3月、北進するLPR軍とロシア軍はルハーンシク（ルガンスク）州の80%～90%を占領し、ウクライナ側の州都であるセベロドネツクに砲撃を開始した。2014年にLPRが反乱を起こした直後の騒乱を除いて、これまでセベロドネツク周辺にまで勢力が及んだ事はなかった。
2022年6月25日、ロシア軍とLPR軍はセベロドネツクを占領した。7月3日、ロシア軍とLPR軍はリシチャンシクを占領し、LPRはウクライナのルハーンシク（ルガンスク）州全域を占領した。

ウクライナ侵攻以前のルハーンシク州内での実効支配地域（水色）。

2022年9月16日、ルガンスク州内で爆発があり、検事総長と検察庁次官が死亡した。
2022年9月23日から27日にかけてルガンスク人民共和国などロシア占領地域においてロシアへの併合を問う住民投票が執行された。その結果、いずれの地域でも賛成が9割を超える圧倒的多数で併合が承認されたとする結果が発表され、9月30日にロシアのプーチン大統領が併合を宣言、即座に編入条約に調印し、10月4日までにロシア上下院が条約を批准した上、翌5日に併合に必要な法案がプーチン大統領が署名し成立。ルガンスク人民共和国はロシアに吸収され消滅した。以降はルガンスク人民共和国 (ロシア連邦)を参照。

## 地理
2014年現在の支配地域の面積は推定8,352.6km2。ルハーンシク州全体のうちおよそ半分程度を支配している。2022年7月4日には全土制圧となった。

## 政治
三権分立の共和制国家を自称する。
国家元首は首長（ロシア語: Глава）と呼ばれる。立法府のルガンスク人民共和国人民評議会は一院制で、定員は50名。

## 外交
同じ立場でもあるドネツク人民共和国とは相互承認し、ノヴォロシア人民共和国連邦を組んでいるが、国際連合加盟国ではロシアなど3カ国の国家承認にとどまる。また、国連加盟国のごく一部から国家承認を受けている南オセチア共和国が2014年6月18日に、アブハジア共和国が2022年2月26日にルガンスク人民共和国を承認している。
2017年2月18日にウラジーミル・プーチン大統領がルガンスクとドネツク発行のパスポートを有効と認める大統領令に署名している。
2022年2月23日にロシア連邦のプーチン大統領がドネツク人民共和国と共に国家として承認した。7月13日には北朝鮮が両国を国家承認した。

### 国家承認している国連加盟国
- ロシア[37]
- シリア
- 北朝鮮[38]

### 国家承認している事実上独立した地域
いずれもロシアが国家として承認している。
- ドネツク人民共和国（2014年5月11日承認、外交関係樹立）
- 南オセチア共和国（2014年6月18日承認[39]、2015年1月28日外交関係樹立[40]）
- アブハジア共和国（2022年2月26日承認[41]）

## 経済
通貨はロシア・ルーブルが採用されている。域内の郵便は2014年に設立されたルガンスク人民共和国郵便が担っている。

## 交通
支配地域にはルガンスク国際空港があるが、戦闘により使用不可能となっている。鉄道路線はウクライナ鉄道から切り離されて、ドネツク人民共和国との間で運行されている。また、ウクライナやロシアと結ぶバス路線も運行されている。
2017年現在、ウクライナ政府支配下からの外国人の入境は特別通行許可書を保持した報道関係者等の例外を除いて不可能となっている。
ウクライナ政府支配地域との間にもバス路線が運行され越境することが可能であるが、境界線付近で戦闘に巻き込まれる可能性があるとされている他、治安問題からキエフ発のルガンスク人民共和国行へのバス路線には行先は表示されていない。

## 住民
2020年1月1日時点の人口は144万3897人で、ルハーンシク州全体の約6割に相当する（2014年）。
建国当初の公用語はロシア語とウクライナ語であったが、2020年6月3日にウクライナ語が公用語から外された。